# Castillo y parque de Nacqueville
El castillo y parque de Nacqueville (en francés: Château et parc de Nacqueville) es un castillo del siglo XVI y el parque-jardín botánico  de 8 hectáreas de extensión, de propiedad privada, en los terrenos del Château de Nacqueville Urville-Nacqueville, departamento de Mancha, Francia.
El jardín está inscrito como monumento histórico de Francia en 1944 y clasificado «Jardin Remarquable» en el 2004.

## Historia
La construcción del castillo de Nacqueville se remonta a 1501 obra de Jean de Grimouville, con alteraciones posteriores en los siglos XVII y XIX. 
En 1822, Hippolyte Clérel de Tocqueville hereda por parte de su esposa, Émilie Erard de Belisle, el château de Nacqueville.
El parque del castillo de Nacqueville se fecha en 1830. Cuando la esposa de Hippolyte de Tocqueville, propietaria del campo se decidió a crear un verdadero parque alrededor del castillo.
El parque fue diseñado por un paisajista inglés de la escuela de "Capability Brown School" como un jardín romántico «à l'anglaise» en los tres valles que convergen hacia el castillo por la destreza explotando hábilmente los cursos naturales de agua que convergen hacia abajo. 
El resultado parecía tan notable a Alexis de Tocqueville escribió en 1857 a su amigo G. de Beaumont: «Mon frère a dépensé à Nacqueville beaucoup de goût et d'argent, et a fait de ce lieu un des plus jolis lieux du monde.» [Mi hermano ha dispensado a Nacqueville mucho gusto y dinero, y ha hecho de ese lugar uno de los más bonitos lugares del mundo].
En 1880, Hildevert Hersent, nuevo propietario de Nacqueville, perfecciona el sistema hidráulico mediante el control de las corrientes a través de una serie de presas y una red de tuberías subterráneas. 
El parque fue gravemente dañado durante las ocupaciones sucesivas de los alemanes y los estadounidenses durante la Segunda Guerra Mundial, pero la belleza del lugar fue restaurada por los incansables esfuerzos de los que son responsables de su mantenimiento. 
Actualmente, el parque del castillo de Nacqueville casi ha recuperado su atmósfera original.

Vistas del Château de Nacqueville
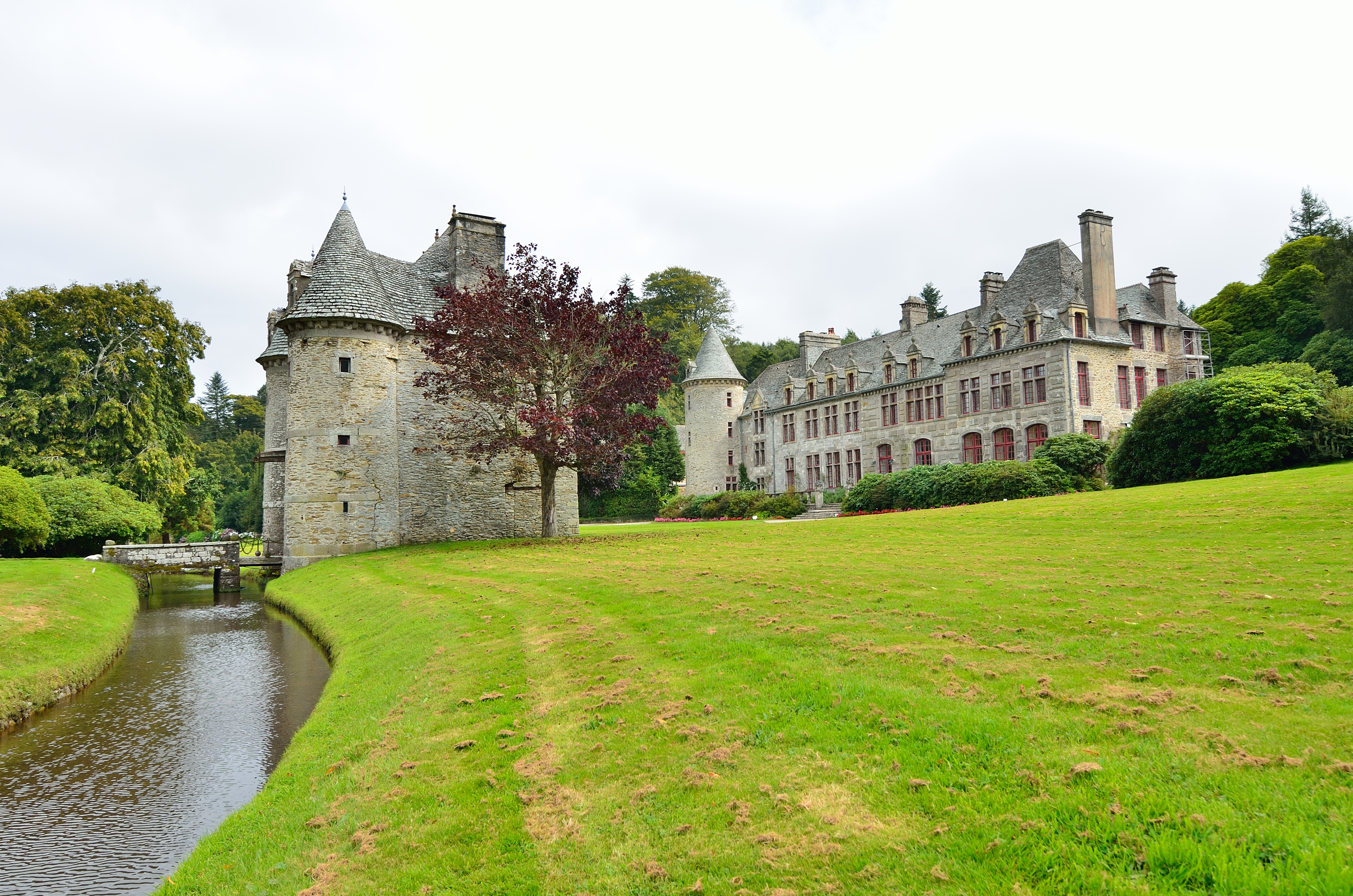
Vista lejana
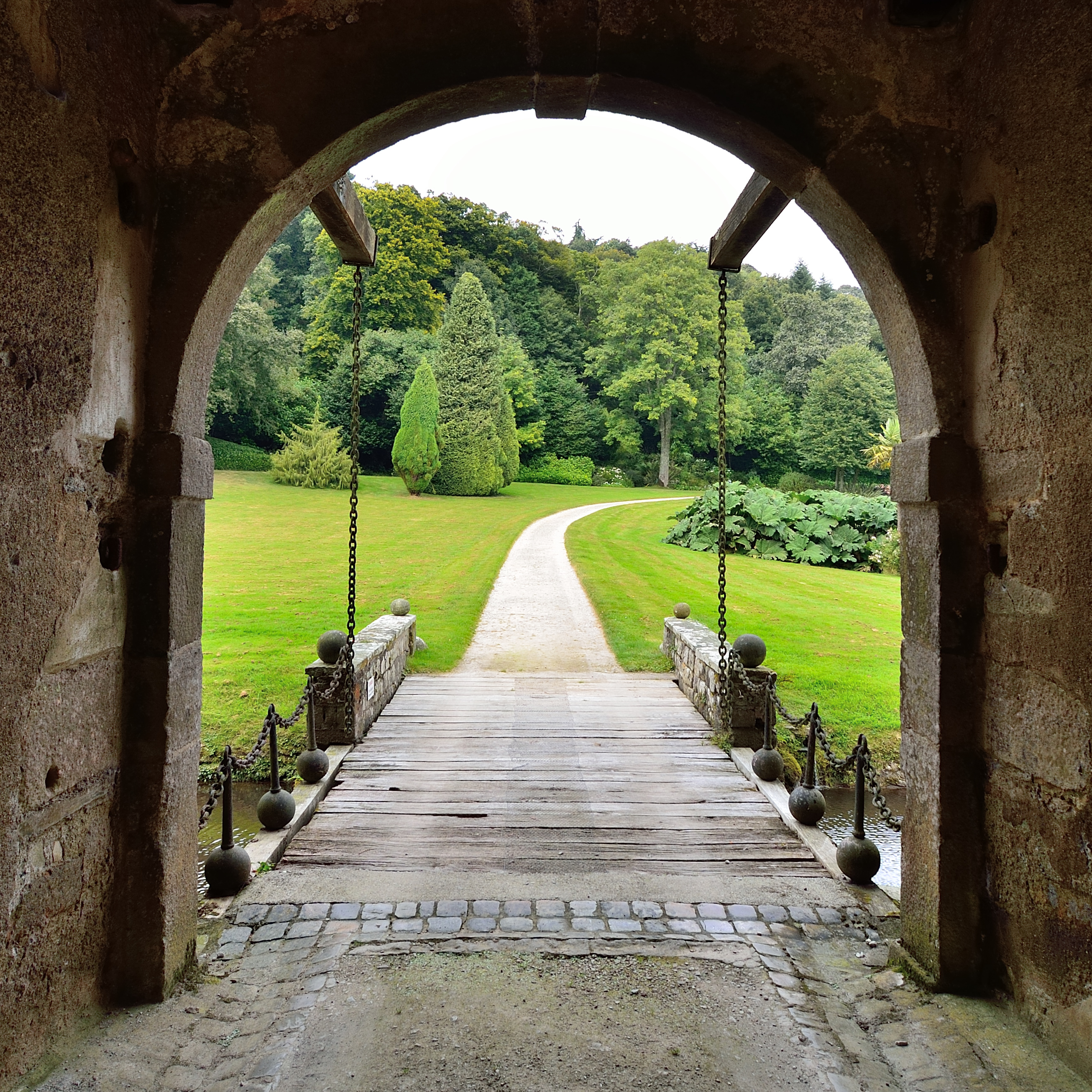
Portal de entrada
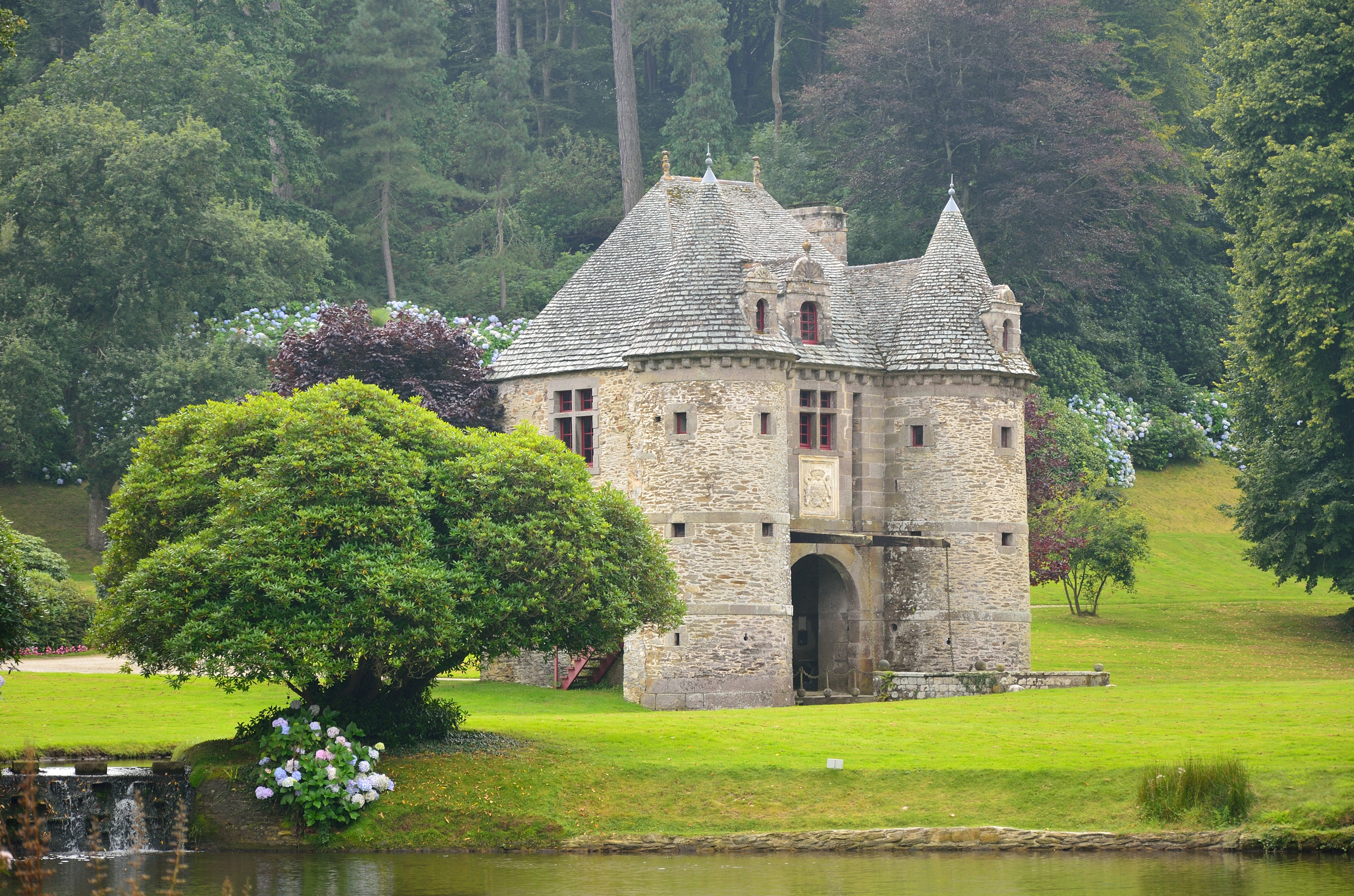
El «Châtelet» de entrada  al castillo y arboleda del parque

## Colecciones botánicas
Castillo del siglo XVI típico de las casas señoriales de Cotentin, precedido por una poterna y un puente levadizo en el centro de un parque « à l'anglaise » de inspiración romántica. 
Este parque de estilo inglés está atravesado por un río en cascadas bordeado de lirios y animado por un estanque y fuentes rodeadas con flores de temporada.
Hay numerosas variedades de rododendros, azaleas y hortensias, así como árboles ornamentales, palmeras y gunneras gigantes completan este panorama aislado del resto del mundo a través del bosque que lo rodea. 
Maravillosas vistas al mar a través de un valle verde.
Tanto el parque como el "Château" ambos están inscritos en el "Inventaire Supplémentaire des Monuments Historiques".
Entre los árboles son de destacar secuoyas, cryptomeria, Ciprés de Monterrey, Cordylines australes.
Entre los arbustos una colección de rhododendron, azaleas, camelias, hortensias, Phormium, helechos, Gunneras, y numerosas plantas vivaces de temporada.